# Důmyslný rytíř Don Quijote de la Mancha
Důmyslný rytíř don Quijote de la Mancha (originální název z roku 1605 El ingenioso hidalgo Don Quixote de la Mancha, později Don Quijote de la Mancha či též Don Quijote [don kichote]) je pravděpodobně nejslavnějším španělským románem a jedním z klíčových děl světové literatury. Jeho autorem je Miguel de Cervantes y Saavedra. Jedná se o román z období renesance, který uvedl do literatury komicky vyjádřený rozpor mezi skutečností a iluzí. V současné době je Don Quijote přeložen do 85 různých jazyků. Daniel Defoe v předmluvě k třetímu dílu Robinsona Crusoe uvádí, že postava dona Quijota byla inspirována charakterem vévody de Medina Sidonia, Alonsa Péreze de Guzmána.

## Členění románu

### Knihy
Román se skládá ze dvou částí. První část vyšla 16. ledna 1605 v Madridu pod názvem Důmyslný rytíř don Quijote de la Mancha (El ingenioso hidalgo don Quijote de la Mancha) a stala se bestsellerem. Je velmi pravděpodobné, že první díl byl napsán během Cervantesova pobytu ve vězení v letech 1597–1602.
Roku 1614 vyšlo druhé pokračování knihy, které však nebylo napsáno Cervantesem, pod názvem Segundo tomo del ingenioso hidalgo Don Quixote de la Mancha - que contiene la tercera salida, y es la quinta parte de sus aventuras podepsána pseudonymem Alonso Fernández de Avellaneda, obdivovatelem Lope de Vegy, Cervantesova rivala. Až do této doby Cervantes neplánoval žádné další pokračování Dona Quijota a nebyl zvlášť literárně činný, je ale pobouřen Fernándezovým dílem a rychle sepisuje druhý díl své knihy. Byla vydána roku 1615 pod názvem Segunda parte del ingenioso cavallero Don Quixote de la Mancha a zároveň do ní vložil některé své názory ohledně Fernandézova nepovoleného pokračování.

### Kompozice
První kniha obsahuje 52 kapitol, z nichž prvních 6 popisuje první Quijotovu výpravu a zbylých 46 druhou. Druhá kniha má 74 kapitol. Prvních 73 popisuje další hrdinova dobrodružství a v 74. don Quijote umírá.

## Obsah

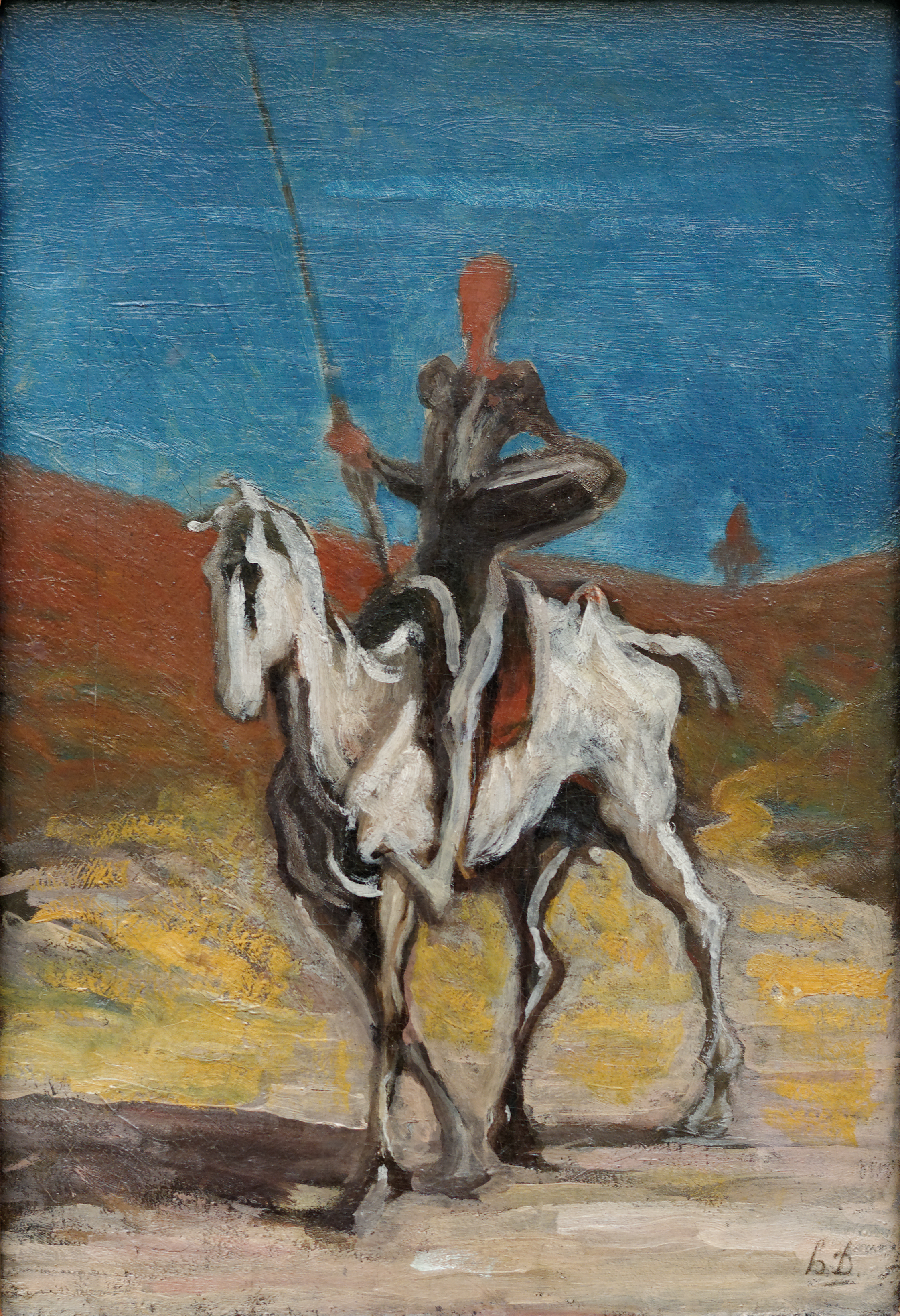
Don Quijote na obraze Honoré Daumiera z roku 1868.

První část románu popisuje první dvě výpravy a končí „nalezenými“ epitafy na dona Quijota. Druhá část popisuje třetí výpravu rytíře a končí popisem jeho smrti. Román začíná představením hlavní postavy – chudého šlechtice neznámého jména (nejspíš "Alonso Quijano") z kraje La Mancha, který všechen svůj čas tráví čtením starých rytířských románů. Fiktivní svět ho tak pohltí, že se rozhodne vzkřísit zašlou slávu rytířského stavu tím, že se sám stane potulným rytířem, který napraví křivdy, pomáhá vdovám a sirotkům a ochraňuje slečny. Vytáhne tedy starou rezavou zbroj po předcích, opraví ji a svého starého bílého koně ve stáji přejmenuje na Rocinante, jakožto toho nejlepšího rytířského koně pod sluncem. Sám si pak dá vznešenější jméno "Don Quijote de la Mancha" a z prosté venkovské dívky - Aldonzy Lorenzové, učiní dámu a paní svého srdce pod novým jménem Dulcinea de Tobosa. Společně se svým zbrojnošem Sanchem Panzou, kterému za jeho služby slíbí ostrov, pak vyráží na cesty. Od jeho bláznovství a putování se ho snaží odradit jeho okolí, hlavně jeho neteř, farář a holič, ale nakonec má i Sancho často značné pochybnosti o pánově zdravém rozumu. Několikrát se jim sice podaří dostat Dona Quijota zpátky domů, ale nakonec se vždy opět vydává zpátky na svou pouť světem. 

Jedno z nejznámějších dobrodružství Dona Quijota pojednává o boji s větrnými mlýny, kdy místo nich viděl obry a snažil se s nimi bojovat.
V druhé knize se don Quijote potkává s několika postavami, které četly jeho dobrodružství vylíčená v knize první. Mezi ně patří například jistí vévodové, kteří mu ve svém paláci postaví fiktivní svět, jenž odpovídá tomu, jak don Quijote vnímá svět skutečný. Dalším takovým je bakalář Sansón Carrasco, který, přestrojen za Zrcadlového rytíře a posléze za Rytíře Bílého měsíce, dvakrát vyzve dona Quijota k souboji. Napodruhé v souboji uspěje a zapříčiní tak poslední návrat dona Quijota domů. Tam hlavní hrdina těsně před smrtí znovu nabyde příčetnosti a opět se prohlašuje za Alonsa Quijana.

## Význam

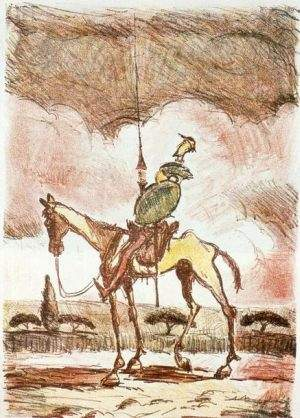
Don Quijote, autor Cyprián Majerník (1909–1945)

Důmyslný rytíř don Quijote de la Mancha se často označuje jako jedno z největších děl beletrie světa. V anketě nejvýznamnějších autorů světa pořádané Norwegian Book Clubs v roce 2002 byla zařazena mezi 100 nejlepších děl beletrie.
Některé prvky této knihy se přenesly i do samotného jazyka a staly se ustálenými obraty. Označení „Don Kichot“ (případně "donkichotství") se vžilo pro lidi, kteří se, podobně jako tento rytíř, snaží dosáhnout nemožného, věčně sní a nedívají se na realitu. Jako "boj s větrnými mlýny" se pak označuje zbytečná snaha, nerovný boj nebo boj s fiktivním nepřítelem.

## Vliv na umění
Don Quijote posloužil i jako námět pro díla umělců jako Vicente Blasco Ibáñez, Gustave Doré, Salvador Dalí, Pablo Picasso či Cyprián Majerník. Salvador Dalí dokonce ilustroval jedno vydání dona Quijota a originály těchto ilustrací jsou vystavené v Dalího muzeu v Paříži.
Don Quijote inspiroval i řadu hudebních děl. Operu na tento námět složili například Georg Philipp Telemann (1761), Niccolò Piccinni (1765), Felix Mendelssohn-Bartholdy (Die Hochzeit des Camacho, 1827), Saverio Mercadante (1829), Henri Boulanger (1869) a Manuel de Falla (El Retablo de Maese Pedro, 1923). Nejznámější je zpracování Julese Masseneta - Don Quichotte, z roku 1910. Don Quijote se stal i tématem baletu, např. Don Quixote (Ludwig Minkus, 1869) nebo Le Chevalier errant (Jacques Ibert, 1935), symfonické básně (Richard Strauss, 1897) či muzikálu (Mitch Leigh - Man of La Mancha z roku 1965, Jacques Brel - L'homme de la Mancha, 1968). Na volné motivy této knihy uvedlo v roce 1988 brněnské Divadlo Klauniky stejnojmennou hru, která měla k roku 2016 za sebou již 5 000 repríz po celé Evropě.
Z Dona Quijota čerpala inspiraci i literatura. Skotská spisovatelka Charlotte Lennoxová jej použila jako námět pro svůj nejúspěšnější román The Female Quixote, or, The Adventrues of Arabella (tj. „Quijotka aneb Arabellina dobrodružství“).

## České překlady
- Bláznivý rytíř: kratochvilné čtení pro lid (přeložil Josef Pečírka, Praha 1864, 2 sv.)
- Don Quijote de la Mancha (přeložil Josef Bojislav Pichl, Praha 1866–1868, 2 sv.)
- Don Quijote de la Mancha (přeložil J. V. Kovář, Telč 1897, literatura pro mládež, zkrácená verze, uveden jako překladatel J. V. Kabelík, Praha 1926)
- Důmyslný rytíř Don Quijote de la Mancha (přeložil Antonín Pikhart, Praha 1899, 6 sv., Praha 1926, jen první díl)
- Důmyslný rytíř Don Quijote de la Mancha (přeložil Eduard Drobílek, Vinohrady 1914, jen první díl)
- Duchaplný rytíř Don Quijote de la Manche (přeložil Hugo Kosterka, Praha 1924, 4 sv., Praha 1931, 2 sv.), překlad dále převyprávěn a upraven pro knihu Příběhy dona Quijota (Praha 1941, 1946) Jaromíra Johna
- Důmyslný rytíř Don Quijote de la Manche (přeložil Marie L. Kühnlová, 3. vydání, Praha 1928, 2 sv.)
- Důmyslný rytíř Don Quijote de la Mancha (přeložil Václav Černý, Praha 1931, 4 sv., Praha 1947, 2 sv., Praha 1966, Praha 2005, Praha 2012)
- Důmyslný rytíř Don Quijote de la Mancha (přeložil Zdeněk Šmíd, Praha 1952, 2 sv., Praha 1955, Praha 1982, 2 sv.)
- Don Quijote de la Mancha: verze pro mládež (překladatel není zřejmý, Praha 2014)
- Důmyslný rytíř Don Quijote de La Mancha (překladatel není zřejmý, Praha 2015)

Vedle toho vyšlo několik kratších převyprávění a adaptací původního díla.